# Kamenica (Teslić)
Kamenica (szerbül: Каменица), település Bosznia-Hercegovinában, a Szerb Köztársaságban, Teslić községben.

## Fekvése
A település Bosznia-Hercegovina középső részének északi szélén, Dobojtól légvonalban 26, közúton 39 km-re délnyugatra, községközpontjától légvonalban 10, közúton 14 km-re délre, a Velika Usora jobb partján, a Kamenica-patak mentén és a Mahnjača-hegység északnyugati nyúlványain, 260-566 méteres magasságban található. A Kamenica településhez tartozó falvak egyike Crna Rijeka. Crna Rijekán keresztül folyik az Usora folyó, amely Očauš-hegységben ered. Crna Rijekában két kőbánya és egy régi híd is található, amely az Osztrák-Magyar Királyság idején épült.

## Népessége
| Nemzetiségi csoport | Népesség 1991 | Népesség 2013 |
| ------------------- | ------------- | ------------- |
| Szerb               | 39            | 16            |
| Bosnyák             | 1322          | 1269          |
| Horvát              | 246           | 39            |
| Jugoszláv           | 47            | 0             |
| Egyéb               | 13            | 4             |
| Összesen            | 1667          | 1328          |

## Története
A bosnyák és horvát lakosságú település 1878-ig tartozott az Oszmán Birodalomhoz, ekkor a berlini kongresszus határozata alapján az Osztrák-Magyar Monarchia része lett. 1879-ben az első osztrák-magyar népszámlálás során a Tešanji járáshoz és Komušina községhez tartozó Kamenica Turska településnek 46 háztartása és 306 muszlim lakosa, Kamenica Šokacka településnek 19 háztartása és 136 római katolikus lakosa volt.  1910-ben a Tesanji járáshoz tartozó Kamenica Turska településen 55 háztartást és 306 muszlim lakost, Kamenica Katolička településen 34 háztartást és 171 római katolikus lakost találtak. A monarchia szétesésével 1918-ban előbb a Szerb-Horvát-Szlovén Királyság, majd 1929-től a Jugoszláv Királyság része lett. 1921-ben Kamenica Turska községnek 263 muszlim lakosa volt, míg Kamenica Katolička településnek 170 lakosa volt, melyből 164 római katolikus horvát és 6 ortodox szerb volt. Az 1929-es törvény értelmében, amikor Bosznia-Hercegovinát négy banovinára, Drinskára, Vrbaskára, Zetskára és Primorskára osztották, a település a Vrbaska banovina része lett, amelynek székhelye Banja Luka volt. 
Jugoszlávia megszállása után a Független Horvát Állam (NDH) része lett. A második világháború után 1992-ig a település a szocialista Jugoszlávia keretében a Bosznia-Hercegovinai Népköztársaság része volt. A boszniai háború során az agresszorok a teljes muszlim és horvát lakosságot elűzték otthonaikból. A daytoni egyezmény aláírása után a település Teslić község részeként a Szerb Köztársaság területéhez került. Az elűzöttek visszatérése a 2000-2001 közötti időszakban kezdődött. A házakat humanitárius szervezetek pénzéből újították fel. A víz-, villany- és telefonhálózat felújításra került. A fiataloknak szánt Kulturális Központ is megújult, és az iskolán belüli tornateremként is működik.

## Oktatás
Az újjáépített általános iskolát 2001-ben nyitották meg. Kamenicából, Rajševából és Slatinából járnak ide a tanulók.

## Nevezetességei
A település mecsetét a boszniai háború idején lerombolták, a háború után adományokból építették újjá. Az ünnepélyes megnyitó 2009. augusztus 1-jén volt.